# Amparo Dávila
María Amparo Dávila Robledo (Pinos, Zacatecas, 21 de febrero de 1928 - Ciudad de México, 18 de abril de 2020) fue una escritora mexicana. Obtuvo el Premio Xavier Villaurrutia en 1977. A finales de 2015 se le otorgó la Medalla Bellas Artes en reconocimiento a su trayectoria, y desde ese año el Premio San Luis Potosí de cuento cambió su nombre a Premio Bellas Artes de Cuento Amparo Dávila.

## Biografía
Nació en Pinos, Zacatecas, 21 de febrero de 1928, siendo hija de Luis Dávila y Lidia Robledo Galván; fue registrada el 19 de marzo del mismo año. Fue la única sobreviviente entre sus hermanos debido a que su hermano mayor murió al nacer, el siguiente murió de meningitis y el último murió durante su infancia. Aprendió a amar la lectura a muy temprana edad pasando el tiempo en la biblioteca de su padre. A los siete años se traslada a San Luis Potosí para estudiar la primaria y secundaria. Su infancia fue marcada por el miedo, un tema que aparece en algún número de sus trabajos futuros como autora.
Su primer trabajo publicado fue “Salmos bajo la luna” en 1950, seguido por “Meditaciones a la orilla del sueño” y “Perfil de soledades”, ambas en 1954, también de ese mismo año. Posteriormente se mudó a la Ciudad de México y de 1956 a 1958 trabajó como secretaria de Alfonso Reyes. En 1966 fue parte del Centro Mexicano de Escritores donde recibió una pensión para seguir escribiendo. En 1977 ganó el Premio Xavier Villaurrutia por Árboles petrificados, mientras que en 2015 obtuvo la Medalla Bellas Artes, además recibió el Premio Jorge Ibargüengoitia de Literatura 2020, otorgado por la Universidad de Guanajuato.
Dávila es conocida por su uso de temas de locura, peligro y muerte, generalmente relacionados con una mujer como protagonista. Muchos de ellos parecen tener desórdenes mentales con tendencia a la violencia física. Muchas veces la mujer no es capaz de escapar de la locura como una forma de sobrellevar las decisiones tomadas. Ella también juega con la idea del tiempo como un símbolo de lo que no se puede cambiar.
Los personajes femeninos de sus relatos han llamado la atención de la crítica, aun cuando varios de sus protagonistas son varones. En ambos casos, sin embargo, destaca tanto lo frustrado de las relaciones interpersonales (noviazgos que no llegan a culminar en casamiento, parejas infelices, matrimonios asfixiados por la rutina) como el deseo ardiente y no satisfecho de contar con una pareja.
Acerca del proceso creativo y la relación con el autor la encontramos en Los narradores ante el público: 

No creo en la literatura hecha a base de inteligencia pura o la sola imaginación, yo creo en la literatura vivencial, ya que esto, la vivencia, es lo que comunica a la obra la clara sensación de lo conocido, de lo ya vivido, lo que hace que la obra perdure en la memoria y en el sentimiento.

En septiembre de 2013, Amparo fue homenajeada por el noveno encuentro de escritores, Literatura en el Bravo, siendo la primera mujer que recibe este galardón por dicho encuentro. 
En 2020 fue designada ganadora del Tercer Premio Jorge Ibargüengoitia de Literatura que otorga la Universidad de Guanajuato (UG), por su trayectoria destacada dentro del género del cuento.

## Vida personal
Casada con Pedro Coronel.

## Obras

### Cuento
- Tiempo destrozado, México, Fondo de Cultura Económica, 1959, Col. Letras mexicanas, núm. 46. Contiene los cuentos: Fragmento de un diario, El huésped, Un boleto para cualquier parte, La quinta de las celosías, La celda, Final de una lucha, Alta cocina, Muerte en el bosque, La señorita Julia, Tiempo destrozado, El espejo y Moisés y Gaspar. Portada con viñeta de Pedro Coronel. Fue reimpreso en 2003. ISBN 968-16-6817-9
- Música concreta, México, Fondo de Cultura Económica, 1964, Col. Letras mexicanas, núm. 79. Contiene los cuentos: Arthur Smith, Música concreta, El jardín de las tumbas, Detrás de la reja, El desayuno, Matilde Espejo, Tina Reyes y El entierro. Portada con viñeta de Rufino Tamayo. Fue reimpreso en 2002. ISBN 968-16-6655-0
- Muerte en el bosque, México, Fondo de Cultura Económica-Secretaría de Educación Pública,1985, Col. Letras mexicanas (primera serie), núm. 74. Se trata de una reedición de todos los cuentos de Tiempo destrozado más El entierro, de Música concreta. ISBN 968-16-1854-8
- Cuentos reunidos (2009). Incluye el volumen inédito Con los ojos abiertos, fechado en 2008.
- El huésped y otros relatos siniestros (ilus. Santiago Caruso), México, Fondo de Cultura Económica, 2021. ISBN 9786071657008

### Poesía
- Salmos bajo la luna (1950)
- Perfil de soledades (1954)
- Meditaciones a la orilla del sueño (1954)
- Poesía reunida (2011). Incluye el volumen inédito El cuerpo y la noche [1967-2007] .
- Poesía de ayer y de hoy (2019).